# Celanova
Celanova és un municipi de la província d'Ourense a Galícia. Pertany a la comarca d'A Terra de Celanova.
| 4.895 | 7.314 | 7.845 | 8.053 | 6.079 |
| Fonts: INE i IGE (Els criteris de registre censal variaren i les dades de l'INE i de l'IGE poden no coincidir.) |       |       |       |       |

## Història
El 936 Sant Rossend fundà el Monestir de San Salvador de Celanova, al que s'atorgaren nombroses donacions i privilegis. En el segle xi era el més poderós i els seus dominis s'estenien per l'Alta Limia, Monterrei i O Ribeiro.
Durant la revolta irmandiña foren destruïdes les fortaleses de Milmanda i Vilanova dos Infantes. Des del segle xv el monestir fou víctima de depredacions per part dels nobles i fou recuperat pels Reis Catòlics. A partir de 1506, amb l'adhesió als monestir benedictí de San Benito El Real de Valladolid, perdé la seva independència, si bé va recuperar l'esplendor.
Celanova patí les conseqüències de les disputes entre Portugal i Espanya per la seva proximitat a la frontera. En el segle xix, durant el Trienni Liberal, el monestir fou exclaustrat i, finalment en 1837, desamortitzat.

## Celanovesos cèlebres
- Manuel Curros Enríquez, poeta (1851-1908)
- Celso Emilio Ferreiro, poeta (1912-1979)
- Xosé Lois Méndez Ferrín, escriptor
- Cástor Méndez Brandón, cantant i escriptor (1870-[...?])

## Agermanaments
- Rubí